# Ковальски, Дэниел
Дэниэл Стивен Ковальски (англ. Daniel Steven  Kowalski; род. 2 июля 1975 года, Сингапур) — австралийский пловец, олимпийский чемпион 2000 года в эстафете 4×200 метров вольным стилем, многократный чемпион мира. Специализировался в плавании вольным стилем на дистанциях от 200 до 1500 метров.
Он работал в Университете Висконсина тренером.
В апреле 2010 года совершил каминг-аут.